# 跳五猖
跳五猖，又稱五猖會，起源於安徽廣德縣橫山、郎溪縣梅渚鎮的跳五猖儀式，目前為中國大陸国家级非物质文化遗产，每年二月初八廣德祠山大帝張渤生日演出。
五猖神為指金、木、水、火、土五方神明，又稱五通神，來源說法不一，廣為流傳的說法有兩個，一為指邪惡及惡作劇神，人民又敬又畏的財神，二為五猖源起明朝，傳説明太祖定都南京後，夢見陣亡將士，於是命人蓋「五尺小廟」，命陣亡將士「五人受伍」。此儀式原已1940年左右消失，1987年先於高淳縣定埠鄉恢復。